# Mordfall Luc Taron
Der Mordfall Luc Taron ist ein französischer Kriminalfall des Jahres 1964. Der Fall erregte durch eine Vielzahl von bizarren Bekennerschreiben des tatsächlichen (oder vermeintlichen) Täters in der nationalen französischen und auch in der internationalen Öffentlichkeit eine große Aufmerksamkeit. Schon während der mehr als 40-jährigen Haftzeit des Verurteilten gab es Hinweise auf einen möglichen Justizirrtum. Mehrere Jahrzehnte nach dem Strafprozess und einige Jahre nach dem Tod des Verurteilten untermauerten zwei Buchpublikationen diese Hinweise durch minutiöse Rekonstruktionen des Falles.

## Chronologie
27. Mai 1964. In den frühen Morgenstunden des 27. Mai 1964 wird im Bois de Verrières, einem Wald in der Nähe der Ortschaft Igny, ungefähr 25 Kilometer vom Stadtzentrum von Paris entfernt, die Leiche eines zehn bis zwölf Jahre alten Jungen gefunden. – Im Laufe des Vormittags meldet Yves Taron auf einer Pariser Polizeistation, dass sein Sohn Luc seit dem Vorabend verschwunden ist. – Am Abend identifiziert Taron den Leichnam als den seines Sohnes: Luc Taron, elf Jahre alt.
27. Mai 1964 – 3. Juli 1964. Im Zeitraum vom 27. Mai 1964, unmittelbar nach den ersten Meldungen über die aufgefundene Kinderleiche, bis zum 3. Juli 1964 meldet sich in mehr als fünfzig Telefonaten und Schreiben ein Mann bei Polizeidienststellen, Zeitungen, Rundfunk- und Fernsehsendern und sogar beim Vater des toten Jungen und bezichtigt sich selbst des Mordes am kleinen Luc. Er nennt darin einerseits Details, die nur der Täter oder ein tatbeteiligter Mitwisser kennen kann, stellt andererseits Behauptungen auf, die vollkommen abstrus wirken. Er unterzeichnet seine Selbstbezichtigungen mit dem Pseudonym „L'Étrangleur“ („Der Würger“).
4. Juli 1964. Am 4. Juli 1964 erscheint auf einer Pariser Polizeidienststelle der vorgeladene Lucien Léger. Der Mann hatte ein paar Tage zuvor sein Fahrzeug als gestohlen gemeldet. Inzwischen ist er wieder im Besitz seines Autos; das Brisante an der Angelegenheit: „L'Étrangleur“ hatte in drei seiner Botschaften behauptet, er sei der Dieb des gestohlenen Fahrzeugs. Bei der Vernehmung stellt sich heraus, und am Morgen des folgenden Tages gibt es das Geständnis: Lucien Léger selbst ist der seit mehr als fünf Wochen gesuchte „L'Étrangleur“. Er wird in Haft genommen, er wird dem Ermittlungsrichter vorgestellt, er bleibt in Haft.
Juni 1965. War Léger fast ein Jahr lang – auch in Abstimmung mit seinem Anwalt Maurice Garçon – bei seinem Geständnis geblieben, hatte seine Version des Tathergangs geschildert und behauptet, den kleinen Luc Taron impulsiv, ohne vorherigen Vorsatz getötet zu haben, so widerruft er nun: Nicht er habe den Jungen getötet, sondern ein gewisser „Henri Molinaro“, den er flüchtig kenne und der ihn gedrängt habe, die ersten Schreiben des „Étrangleur“ aufzusetzen und in die Öffentlichkeit zu bringen. – Die Verteidigungsstrategie seines Anwalts ist dahin; wenig später legt Garçon sein Mandat nieder. Der Anwalt Albert Naud, unterstützt von Henri Leclerc, übernimmt Légers rechtliche Vertretung.
3. – 7. Mai 1966. Strafprozess gegen Lucien Léger am „cour d’assises“ (Geschworenengericht) in Versailles. – Urteilsverkündung am Abend des 7. Mai 1966: Léger wird zu einer lebenslangen Freiheitsstrafe verurteilt.
In den ersten Jahren seiner Haft präsentiert Léger seinen Anwälten und der Öffentlichkeit weitere Varianten des Tathergangs. Er nennt darin weitere Namen, sowohl nicht überprüfbare als auch Namen tatsächlich existierender Personen. Einzig konstanter Teil darin ist seine eigene Rolle: Er habe zwar die Schreiben des „Étrangleur“ verfasst und sich in dieser Rolle verrannt, der Mörder des kleinen Luc Taron sei er aber nicht. – 1974 sieht sein Anwalt Albert Naud in Légers Darstellungen genügend Material, eine Revision des Urteils zu beantragen. Nach daraufhin eingeleiteten neuen Ermittlungen durch einen beauftragten Kommissar wird der Antrag auf Revision abgelehnt. – Während seiner langen Jahre in Haft ist Léger in neun verschiedenen französischen Gefängnissen untergebracht.
3. Oktober 2005. Nach mehr als 41 Jahren in Haft wird Lucien Léger aus einem Gefangnis in Douai entlassen.
Juli 2008. Am 18. Juli 2008 wird Lucien Léger von Nachbarn tot in seiner Wohnung in einer Altersresidenz in Laon aufgefunden.

## Ein Justizirrtum?
Légers Anwalt, Albert Naud, der seinen Mandanten während der Zeit des Prozesses noch für schuldig hielt und dessen vorrangiges Ziel es war, die Todesstrafe abzuwenden, war in späteren Jahren von dessen Unschuld überzeugt. In zwei Büchern, die sich dem Fall widmen – Le voleur de crimes : L'affaire Léger (2012) von Stéphane Troplain und Jean-Louis Ivani und Au printemps des monstres (2021) von Philippe Jaenada –, wird der Nachweis erbracht, dass das Urteil zumindest unter Maßgabe des Prinzips „Im Zweifel für den Angeklagten“ nicht haltbar gewesen wäre. Sie bringen dafür u. a. die folgenden Argumente vor:
- Jaenada schreibt sinngemäß: Wo Léger sich entlasten wollte, wurde ihm zum Zeitpunkt des Prozesses und später nicht geglaubt; wo er sich durch seine Aussagen selbst belastete (in den Schreiben des „Étrangleur“ und im widerrufenen Geständnis), wurde ihm vom Gericht geglaubt.[6] Aus Jaenadas Sicht wurde ihm leichtfertig geglaubt. Er belegt dies an mehreren Punkten des von Léger behaupteten Tathergangs: Er weist mit großer Akribie nach, dass Légers Darstellung seiner zufälligen Begegnung mit dem jungen Luc in der Pariser Mêtro, wie er sie dem Ermittlungsrichter gegenüber zu Protokoll gegeben hat, so nicht abgelaufen sein kann. Und, noch wesentlicher: Ein medizinischer Gutachter erklärte im Prozess, dass er Légers Behauptung, Luc im Bois de Verrières erwürgt zu haben, für ausgeschlossen halte; Luc sei mit großer Sicherheit vorher und nicht durch Erwürgen ermordet worden und danach in dem Wald abgelegt worden. Auch gegenüber den Autopsieergebnissen stünde Légers Darstellung im Widerspruch.[7]

- Am frühen Morgen des 27. Mai 1964 zwischen dem vermuteten Todeszeitpunkt des Jungen und dem ersten Eintreffen der Polizei haben Zeugen einen Mann („l’homme en bleu“ – ein blaugekleideter Mann) beim schnellen Verlassen des Bois de Verrières gesehen. Die Identität dieses Mannes, von dem nur feststand, dass es nicht Lucien Léger war, ist nie geklärt worden.[8]

- Dass eine wichtige Zeugin, mit der Léger lose befreundet war und deren Aussagen ihn entlastet haben könnten, die junge Schauspielerin (Nina) Douchka[9], der Vorladung zum Prozess nicht gefolgt war, blieb ohne Konsequenzen.[10]

Definitive Beweise für die Unschuld Légers können die Autoren jedoch nicht vorlegen.
Von Anfang an gab es die Frage, ob vom Entführer des Jungen Lösegeldforderungen an seine Eltern, Yves Taron und Suzanne Brulé, gestellt worden waren, ob der kleine Luc Taron ermordet worden war, weil seine Eltern der Forderung nicht nachgekommen waren. Das jedenfalls hatte der „Étrangleur“ schon in seiner allerersten Nachricht behauptet. Und so richteten sich auch die ersten Überprüfungen der Polizei und später, nach der Festnahme Légers, die Nachforschungen des Ermittlungsrichters auf die Eltern und ihr Umfeld. Es stellte sich dabei heraus, dass Suzanne Brulé von einem früheren Liebhaber wegen Diebstahls angezeigt worden war und dass sie „clandestinement“ (heimlich) der Prostitution nachgegangen war, dass ihr Ehemann Yves Taron in früheren Jahren mehrere Male zu Bewährungs- und Geldstrafen verurteilt worden war, dass er es mit der „Sittenpolizei“ zu tun bekommen hatte und dass er an dubiosen finanziellen Transaktionen beteiligt war. Ob all dies irgendetwas mit der Entführung und Ermordung ihres Sohnes zu tun hatte, können auch die Autoren der beiden Bücher nicht nachweisen. – Das Bild der unbescholtenen Durchschnittsfranzosen, als die sich die Eltern von Luc Taron darstellen wollten – „Je suis un homme comme tous les hommes“ („ich bin ein Mann wie jeder andere“), sagte der Vater, („ohne Feinde“) „pas d’ennemi“ –, entsprach jedenfalls nicht der Wirklichkeit.

## Wer ermordete den kleinen Luc Taron?
Ob Lucien Léger den 11-jährigen Luc Taron ermordet hat, ist bis heute umstritten. Falls er ihn nicht ermordet hat – und zu dieser Überzeugung kommen die Autoren der zwei Bücher zum Fall –, bleibt die Frage, wen er jahrelang gedeckt hat und warum er dies getan hat. In einer Anhörung im Jahr 1970 sprach er von einem ganzen „Netzwerk“ („un réseau“), zu dem jener „Molinaro“ und Yves Taron gehört haben sollen und auch der wirkliche Mörder des kleinen Luc. Im August des Jahres 1974 folgte eine umfangreiche öffentliche Erklärung Légers in der Zeitung Figaro. Die daraufhin eingeleiteten neuen Ermittlungen ließen – für die Justiz – hingegen keinen Zweifel an der Schuld Légers. Der renommierte Journalist François Caviglioli formulierte es vorsichtiger: „Alles ist möglich bei Lucien Léger. Auch seine Unschuld. Auch seine Schuld.“